# Тагома (Каліфорнія)
Тагома (англ. Tahoma) — переписна місцевість (CDP) в США, в округах Пласер і Ель-Дорадо штату Каліфорнія. Населення — 1034 особи (2020).

## Географія
Тагома розташована за координатами 39°3′51″ пн. ш. 120°8′45″ зх. д. / 39.06417° пн. ш. 120.14583° зх. д. (39.064092, -120.145801).  За даними Бюро перепису населення США в 2010 році переписна місцевість мала площу 6,72 км², з яких 6,72 км² — суходіл та 0,00 км² — водойми.

## Демографія
Згідно з переписом 2010 року, у переписній місцевості мешкала 1191 особа в 553 домогосподарствах у складі 306 родин. Густота населення становила 177 осіб/км².  Було 2058 помешкань (306/км²).
Расовий склад населення:
| - 94,8 % — білих - 1,2 % — азіатів - 0,8 % — корінних американців - 0,5 % — чорних або афроамериканців - 1,0 % — осіб інших рас |

До двох чи більше рас належало 1,7 %. Частка іспаномовних становила 4,3 % від усіх жителів.
За віковим діапазоном населення розподілялося таким чином: 17,5 % — особи молодші 18 років, 73,3 % — особи у віці 18—64 років, 9,2 % — особи у віці 65 років та старші. Медіана віку мешканця становила 43,1 року. На 100 осіб жіночої статі у переписній місцевості припадало 124,3 чоловіків;  на 100 жінок у віці від 18 років та старших — 126,5 чоловіків також старших 18 років.
Середній дохід на одне домашнє господарство  становив 65 586 доларів США (медіана — 42 500), а середній дохід на одну сім'ю — 87 396 доларів (медіана — 53 750). За межею бідності перебувало 13,6 % осіб, у тому числі 18,1 % дітей у віці до 18 років та 0,0 % осіб у віці 65 років та старших.
Цивільне працевлаштоване населення становило 485 осіб. Основні галузі зайнятості: мистецтво, розваги та відпочинок — 25,8 %, роздрібна торгівля — 17,9 %, освіта, охорона здоров'я та соціальна допомога — 14,4 %, будівництво — 12,2 %.